# Notte di leggenda

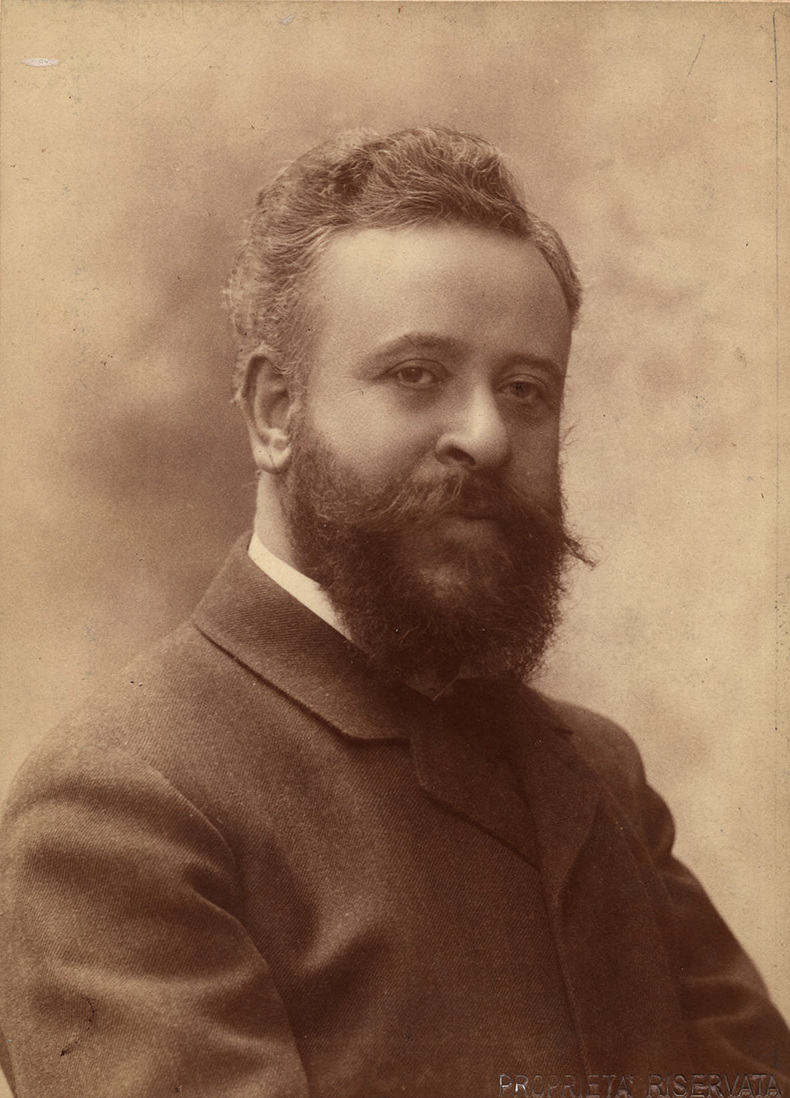
Alberto Franchetti

Notte di leggenda är en opera i en akt med musik av Alberto Franchetti och libretto av Giovacchino Forzano. Operan hade premiär den 14 januari 1915 på Teatro alla Scala i Milano.

## Historia
Recensionen i La Stampa dagen efter det första framträdandet rapporterade om en utmärkt framgång ("inte en enda antydan till protest hördes") och noterade att Franchetti i sin musik ofta hade kunnat hitta "sötma i uttrycket av den lugna och flytande melodin", samtidigt som han ibland tillfredsställde sig själv med "våldsamma utbrott i orkestern", på ett visst sätt oundvikligt i ett libretto med ett så spöklikt ämne. Författaren till artikeln noterade också "variationen av färg, skönheten och rikedomen i de melodiska ledtrådarna och omsorgen i att skulptera karaktären hos de olika karaktärerna".

## Personer
| Roller    | Röstläge | Premiärbesättning 14 januari 1915 |
| --------- | -------- | --------------------------------- |
| Greven    | Bas      | Giulio Cirino                     |
| Vanna     | Sopran   | Cecilia Gagliardi                 |
| Gualberto | Baryton  | Giuseppe De Luca                  |
| Gilfredo  | Tenor    | Manfredi Polverosi                |

## Handling
Handlingen äger rum i Mugello, i början av 1700-talet, under den period då Ferdinando I de 'Medici är storhertig av Toscana, i Aldrovandi-slottet.
Enligt en legend, när den första snön faller i Aldovrandi-huset, visas spöket av bruden till en gammal greve, dödad av sin man för att hon blev förälskad i en älskare. För att hämnas ska sedan spöket ha dödat två unga Aldovrandi och krossat deras framväxande kärlekar.
När den första snön faller fruktar den nuvarande greven för sin dotter Vanna, ung och kär. Han skulle vilja veta vem som är föremål för hennes känslor men hon avslöjar det inte för honom. Då tar greven hjälp av Gualberto Vismundi, som verkar förklädd till en gycklare, och ber honom ta reda på vem hans dotters älskare är och döda honom och därmed tänka att det inte kommer att vara Vanna som kommer att dö. Greven vet inte att Gualberto en gång var Vannas älskare.
Vanna tar emot sin älskare, Gilfredo, men han måste fly när greven och Gualberto anländer, som förgäves försöker jaga Gilberto. Då utbryter ett gräl mellan Vanna och Gualberto, där mannen, som ser att han inte kan återfå sitt hjärta, hotar den unga kvinnan att avslöja för hennes far deras gamla förhållande. Vanna, på höjden av sin terror, skjuter Gualberto och dödar honom. Strax innan Gualberto hade slagit en gran med en yxa, för att utmana en annan legend, enligt vilken träet i det trädet skulle ha blivit kistan för dem som hade börjat sin avverkning. Vanna försöker varna Gilberto, men får veta att han har dödats och faller ihjäl precis när granens fällning avslutas av bönderna.